# Dragomirovo, Veliko Tărnovo
Dragomirovo (în bulgară Драгомирово) este un sat în comuna Sviștov, regiunea Veliko Tărnovo,  Bulgaria. 

## Demografie
Componența etnică a satului Dragomirovo
     Turci (2,69%)
     Bulgari (83,56%)
     Nicio identificare (13,73%)
     Altele (0%)
La recensământul din 2011, populația satului Dragomirovo era de 706 locuitori. Din punct de vedere etnic, majoritatea locuitorilor (83,56%) erau bulgari, cu o minoritate de turci (2,69%). Pentru 13,73% din locuitori nu este cunoscută apartenența etnică.